# Chris Basham
Christopher Paul Basham, né le 20 juillet 1988 à Hebburn, est un footballeur anglais qui évolue au poste de défenseur.

## Carrière
Il passe le plus clair de sa carrière dans des clubs de championship comme Bolton ou Blackpool.

## Palmarès

### En club
- Sheffield United
  - Champion d'Angleterre de Champion d'Angleterre de D3 en 2017.
  - Vice-champion d'Angleterre de D2 en 2019 et 2023.